# Перрівілл (Аляска)
Перрівілл (англ. Perryville) — переписна місцевість (CDP) в США, в окрузі Лейк-енд-Пенінсула штату Аляска. Населення — 88 осіб (2020).

## Географія
Перрівілл розташований за координатами 55°55′49″ пн. ш. 159°8′47″ зх. д. / 55.93028° пн. ш. 159.14639° зх. д. (55.930191, -159.146431).  За даними Бюро перепису населення США в 2010 році переписна місцевість мала площу 28,94 км², з яких 28,89 км² — суходіл та 0,05 км² — водойми.

## Демографія
Згідно з переписом 2010 року, у переписній місцевості мешкало 113 осіб у 38 домогосподарствах у складі 28 родин. Густота населення становила 4 особи/км².  Було 50 помешкань (2/км²).
Расовий склад населення:
| - 95,6 % — корінних американців - 2,7 % — білих |

До двох чи більше рас належало 1,8 %. Частка іспаномовних становила 2,7 % від усіх жителів.
За віковим діапазоном населення розподілялося таким чином: 28,3 % — особи молодші 18 років, 63,7 % — особи у віці 18—64 років, 8,0 % — особи у віці 65 років та старші. Медіана віку мешканця становила 27,8 року. На 100 осіб жіночої статі у переписній місцевості припадало 113,2 чоловіків;  на 100 жінок у віці від 18 років та старших — 107,7 чоловіків також старших 18 років.
Середній дохід на одне домашнє господарство  становив 55 659 доларів США (медіана — 38 125), а середній дохід на одну сім'ю — 60 421 долар (медіана — 32 083). За межею бідності перебувало 33,7 % осіб, у тому числі 42,1 % дітей у віці до 18 років та 0,0 % осіб у віці 65 років та старших.
Цивільне працевлаштоване населення становило 21 особа. Основні галузі зайнятості: освіта, охорона здоров'я та соціальна допомога — 71,4 %, публічна адміністрація — 14,3 %, транспорт — 9,5 %, сільське господарство, лісництво, риболовля — 4,8 %.